# Kedträsket
Kedträsket är en sjö i Norsjö kommun i Västerbotten och ingår i Skellefteälvens huvudavrinningsområde. Sjön har en area på 2,2 kvadratkilometer och ligger 221,4 meter över havet. Sjön avvattnas av vattendraget Bjurbäcken.
Kedträsket är delad längsmed av den långa rullstensås som här kallas Burvallsnäsan och Stornäsan (för att sedan övergå i Ljussträskkammen och Norakammen och fortsätta mot Ånäset). Sjön är drygt fem kilometer lång och 750 meter bred vid Storsundet, där de två delarna av sjön möts. Även vid Båthalsen, där Stornäsan är knappa 20 meter bred och väldigt låg, har man länge kunnat dra över båtar. Sjöns enda ö heter Bäckerholmen.
Inte alla delar av sjön har officiella namn, men bland de som har kan, förutom Storsundet, nämnas Abborrviken, Lomviken, Bladsundet, Inre Storvommen, Yttre Storvommen, Nörd-Skråmhålet, Sör-Skråmhålet, Lillsundet och Eriksvensaviken. 
Sjön tillhör idag Bjurträsk FVO och har fritt fiske. Fisk som finns är abborre, gädda, mört, sik och lake.

## Etymologi
Sjön har genom tiderna haft olika namn. Sjön kallades år 1554 Keide tresk, 1570 Käder tresk, 1617 Kiedhertresk, 1856 Kjidträsket, 1884 Kjäd-Träsket
Sjön är närmast kedjeformad, vilket man trott gett sjön dess namn. 'Ked' är ett äldre, enligt SAOL poetiskt, ord för 'kedja'. Senare rön pekar dock på att det skulle handla om ett samiskt namn, Geäddiejávrrie, där förleden betyder 'bovall'. Detta skulle innebära att alla tre sjöarna runt Bjurträsk (Kedträsket, Fäbodträsket och Bjurträsket) hetat Fäbodträsket, då Bjurträsket och Fäbodträsket bytt namn under historiens lopp.

## Historik
Kedträskets stränder är rika på fornlämningar från stenåldern (skärvstenar) och av yngre, samisk typ (härdar). Sjön var under medeltiden en av de sjöar som bönder från kustlandet bedrev fjällträskfiske i. Bland annat fiskade Nils Albrektsson, bonde i Myckle (Skellefteå) år 1553 regelbundet i Kedträsket, Bjurträsket, Fäbodträsket, Malån och Svanselet i Skellefteälven.

## Inlopp och utlopp
Sjön har sitt huvudsakliga inlopp (frånsett de myrar som avvattnas, naturligt och med diken, samt mindre tjärnar som Västre-Daltjärnen, Östre-Daltjärnen, Båthustjärnen och Bretjärnen samt via Ljusträskgraven även Ljusträsket) i Raningsbäcken och utlopp strax intill via Bjurbäcken och Malån till Skellefteälven, strax nedströms Vargfors kraftstation. År 1854 byggdes även en för bevattning och den uppväxande industrin viktig kanal mellan norra delen av sjön och Lomtjärn. Även det vattnet hamnar så småningom i Malån.

## Kommunikationer och infrastruktur
En bit norr om sjön går Länsväg 370 och strax öster om sjön ligger Bolidens nedlagda gruvor Uddengruvan och Kedträskgruvan. Kedträsket ligger i Skelleftefältet och området är så gott som ständigt inmutat. Innanför vägen till Uddengruvan går det att nå sjöns östra ände, där Sveaskog vid badplatsen har en stuga för uthyrning. Stugan ligger på en sandhed, vilket även gjort platsen populär för husvagnsparkering, och även om det inte är en officiell campingplats finns öppet för allmänheten bland annat eldstad och utedass. Även i sjöns västra ände finns en badplats, med infart från Bjurträsk. Söder om sjön ligger byn Böle, och väster om sjön (uppe vid länsväg 370) ligger den by som väldigt sällan kallas Kedträsk  (oftare S. Svanheden) men ändå gett namn till både gruvan och Kedträskbron (Vägverkets väg 847) över Skellefteälven, samt dessutom av författaren Torgny Lindgren förevigats i romanen Norrlands Akvavit:
"Tack vare Olof Helmersson och helbrägdarörelsen hade han gudskepris kunnat utföra sitt livsverk: sköta jordbruket som nu var nedlagt, bygga bönhuset som nu var rivet, färdigställa den numera avskaffade vägen till Kedträsk, starta konsumbutiken som inte fanns längre, försörja barnen som nu hade övergivit honom, vara ålderman i byn som nu var avfolkad och öde, grunda Folkpartiets lokalavdelning som nu var upplöst. Det var med stolthet och tacksamhet som han i sitt åttisjätte år såg tillbaka på detta sitt livsverk."
Kedträsk var också namnet på det kortlivade gruvsamhälle som från åtminstone 1960-talet och en bit in på 1980-talet låg en knapp kilometer öster om Svanheden längs Skelleftevägen, och som hyste gruvarbetare till de tre gruvorna i närheten. Av denna by finns idag knappt några spår.

## Delavrinningsområde
Kedträsket ingår i delavrinningsområde (721049-168753) som SMHI kallar för Utloppet av Kedträsket. Medelhöjden är 234 meter över havet och ytan är 17,02 kvadratkilometer. Det finns inga avrinningsområden uppströms utan avrinningsområdet är högsta punkten. Vattendraget som avvattnar avrinningsområdet har biflödesordning 4, vilket innebär att vattnet flödar genom totalt 4 vattendrag innan det når havet efter 102 kilometer. Avrinningsområdet består mestadels av skog (71 procent). Avrinningsområdet har 2,8 kvadratkilometer vattenytor vilket ger det en sjöprocent på 16,4 procent.